# L'Augmentation
L’Augmentation est :
- Un texte de Georges Perec comprenant une seule phrase grammaticale à la deuxième personne du pluriel, sans ponctuation, publié en 1968 sous le titre L’art et la manière d’aborder son chef de service pour lui demander une augmentation.
- Une comédie radiophonique à 6 voix de Georges Perec et Eugen Helmlé, diffusée par la Saarländischer Rundfunk en 1969 sous le titre Wucherungen (proliférations, en allemand).
- Une pièce de théâtre à 6 personnages de Georges Perec intitulée L’Augmentation, créée le 26 février 1970 au Théâtre de la Gaîté Montparnasse par Marcel Cuvelier.

## Analyse
Le texte-source part d’un organigramme formel établi par Jacques Perriaud, chargé de recherche au centre de calcul de la Maison des Sciences de l’homme.
Perec en explore toutes les éventualités. C’est la tactique de l’épuisement, déjà utilisée dans La Disparition et la Tentative d’épuisement d’un lieu parisien.
Perec souhaite « arriver à un texte réellement linéaire, donc totalement illisible ». Mais il glisse dans le texte, des simplifications, des pièges et joue sur le temps qui passe. Car « L’élément humain, désespoir ou résignation, finit par déglinguer la machine. À partir de l’organigramme, c’est la démarche d’une pensée humaine que j’ai voulu démontrer. »
La comédie radiophonique (Hörspiel) et la pièce de théâtre comportent chacune 6 personnages : La proposition, l’alternative, l’hypothèse positive, l’hypothèse négative, le choix, la conclusion, ainsi qu’une septième voix, La Rougeole.

## Éditions

### Texte initial
- Première publication dans Enseignement programmé, Dunod-Hachette, décembre 1968, n° 4.
- Recueilli en volume par Hachette Littératures en 2008,  (ISBN 978-2-01-237643-4), avec une postface de Bernard Magné
- Puis par Fayard en 2011,  (ISBN 978-2-213-66867-3)
- Édition en poche chez Points en 2011,  (ISBN 978-2-7578-2358-3)
- CD audio, lecture par Guillaume Gallienne, Éditions Thélème, 2013.

### Hörspiel
- Diffusion par la Saarländischer Rundfunk les 12 novembre 1969, 9 septembre 1970, 16 octobre 1983 ; par la WDR de Cologne les 27 janvier 1970 et 18 juin 1981.

### Pièce de théâtre
- Publication dans Théâtre I, Hachette, 1981.